# Arbostola adrana
Arbostola adrana là một loài bướm đêm trong họ Noctuidae.